# Església de Crist Rei de Font-romeu
L'Església de Crist Rei de Font-romeu és una església del poble de Font-romeu, pertanyent al terme comunal de Font-romeu, Odelló i Vià, de l'Alta Cerdanya, a la Catalunya del Nord.
Està situada al damunt -nord- de la cruïlla de l'Avinguda d'Emmanuel Brousse (carretera D - 10f) amb l'Avinguda d'Espanya, a prop de l'edifici de correus de Font-romeu. S'hi accedeix per un camí per a vianants des d'aquesta cruïlla, o bé des de les escales del carrer del costat de ponent del Casino de Font-romeu, prop del centre del poble.
L'església només és oberta els mesos d'estiu. Aquesta església fou la donació del barceloní César Augusto Doncel que volgué edificar un monument a Crist Rei en el lloc on posseïa una segona residència i un hotel, Castel Négro (després Castel Parc), ara desaparegut, en terrenys del qual es feu aquesta capella. Fou començada els anys 50 del segle xx, i començà essent només una cripta on se celebrava la missa. Més tard s'edificà al damunt de la cripta l'església actual. Igualment, feu tallar en marbre de Carrara una escultura de Crist Rei, rèplica de la que hi ha a Rio de Janeiro, esculpida pel també barceloní Emili Colom. La imatge, de 8 metres d'alt, fou inaugurada el 31 d'octubre del 1954 i beneïda el 3 de juliol de l'any següent. És damunt d'una roca propera a l'església esmentada.